# Station Shinagawa
Station Shinagawa  (品川駅, Shinagawa-eki) is het eerste grote treinstation ten zuiden van het Station Tokio. Het is een belangrijk spoorwegknooppunt voor treinen van JR East, JR Central en Keikyū. De Tokaido Shinkansen en andere treinen in de richting van het schiereiland Miura, het schiereiland Izu en in de richting van de regio Tokai passeren hier ook. Het station vormt de zuidelijke toegangspoort tot Tokio. Ondanks haar naam bevindt het station zich niet in Shinagawa maar iets noordelijker in Minato.
Station Shinagawa bevindt zich ten zuiden van een groot spoorwegemplacement bestaande uit het rangeerterrein van Shinagawa, het treindepot van Shinagawa het en treindepot van Tamachi.
Station Shinagawa zal het eindstation zijn van de nog te bouwen Chuo Shinkansen-lijn naar Nagoya. Op deze lijn van JR Central, waarvan de afwerking voorzien is voor 2027, zullen Maglevtreinen rijden.

## Lijnen
- Keikyū
  - Keikyū-hoofdlijn
- JR Central
  - Tokaido Shinkansen
- JR East
  - Keihin-Tohoku-lijn
  - Tokaido-hoofdlijn
  - Yamanote-lijn
  - Yokosuka-lijn

## Perrons

### Keikyū
| 1 | ■Keikyū-hoofdlijn                                                       | Keikyū Kamata ・Keikyū Kawasaki・Yokohama・Uraga (Keikyū Kurihama-lijn) Keikyū Kurihama・Misakiguchi (Keikyū Kūkō-lijn) Station Haneda-kūkō                               |
| 2 | ■Keikyū-hoofdlijn                                                       | Sengakuji・O(Toei Metro Asakusa-lijn) Station Nihombashi・Station Asakusa・Oshiage (Keisei-hoofdlijn)・Keisei-Takasago・Station Narita-kūkō (Hokusō-lijn) Inba-Nihon-Idai |
| 3 | ■Keikyū-hoofdlijn (Keikyū Wing) ■Keikyū-hoofdlijn (ochtendspitstreinen) | Keikyū Kurihama ・ Misakiguchi Kita-Shinagawa ・ Samezu |

### JR
| 1      | ■Yamanote-lijn（wijzerzin）                            | Station Tokyo ・ Station Ueno ・ Station Tabata                               |
| 2      | ■Yamanote-lijn（tegenwijzerzin）                       | Station Shibuya ・ Station Shinjuku ・ Station Ikebukuro                      |
| 3      | ■Keihin-Tohoku-lijn                                    | Station Tokyo ・ Station Ueno ・ Akabane ・ Ōmiya                             |
| 4      | ■Keihin-Tohoku-lijn                                    | Kamata ・ Tsurumi ・ Sakuragicho ・ Isogo ・ Ōfuna                            |
| 5・6   | ■Tokaido-hoofdlijn                                     | Shimbashi ・ Station Tokyo                                                    |
| 7・8   | ■Speciale perrons                                      | vertrekpunt van treinen van de Tokaido-hoofdlijn ('s ochtends)                |
| 9・10  | ■Speciale perrons                                      | geen reguliere treindienst                                                    |
| 11・12 | ■Tokaido-hoofdlijn                                     | Station Kawasaki ・ Station Yokohama ・ Ōfuna ・ Odawara ・ Atami ・ Itō-lijn |
| 11・12 | ■Tokaido-hoofdlijn (kaisoku,sneltrein)                 | Station Yokohama ・ Ōfuna・ Hiratsuka ・ Odawara ・Atami                      |
| 11・12 | ■Tokaido-hoofdlijn Snelle pendeltrein (Tsūkin-kaisoku) | Ōbune ・ Hiratsuka ・ Odawara                                                 |
| 11・12 | ■Shōnan Liner (enkel op weekdagen)                     | Fujisawa・ Chigasaki ・ Hiratsuka ・ Odawara                                  |
| 11・12 | ■Moonlight Nagara(kaisoku)                             | Ogaki ・Nagoya                                                                |
| 11・12 | ■Odoriko (tokkyū,intercity) Super View Odoriko         | Ito ・Izukyū-Shimoda ・Shuzenji                                               |
| 13・14 | ■Sobu-lijn (kaisoku)                                   | Station Tokyo・Funabashi・Tsudanuma・Station Chiba・Station Narita-kūkō       |
| 13・14 | ■Narita Express (exprestrein)                          | Station Tokyo・Station Narita-kūkō                                            |
| 14・15 | ■Yokosuka-lijn                                         | Shin-Kawasaki ・Yokohama・Ōfuna・Zushi・Kurihama                              |

### Shinkansen
| 21・22 | ■Tokaido Shinkansen | Station Tokyo                                                              |
| 23・24 | ■Tokaido Shinkansen | Station Shizuoka ・ Station Nagoya ・ Station Shin-Ōsaka ・ Station Hakata |